# مقاطعة كريغهيد (أركنساس)
مقاطعة كريغ هيد (بالإنجليزية: Craighead County)‏ هي إحدى مقاطعات ولاية أركنساس في الولايات المتحدة الأمريكية.